# Schubkeelaardkruiper
De schubkeelaardkruiper (Upucerthia dumetaria) is een zangvogel uit de familie Furnariidae (ovenvogels).

## Verspreiding en leefgebied
Deze soort komt voor in de zuidkegel van Zuid-Amerika en telt drie ondersoorten:
- U. d. peruana: zuidelijk Peru.
- U. d. hypoleuca: zuidwestelijk Bolivia, noordelijk en centraal Chili en westelijk Argentinië.
- U. d. dumetaria: zuidelijk Chili en centraal en zuidelijk Argentinië.

## Status
De grootte van de populatie is niet gekwantificeerd maar de soort wordt omschreven als vrij algemeen. Op de Rode lijst van de IUCN heeft deze soort de status niet bedreigd.